# موزع إلكتروني
الموزع الإلكتروني e-distributor هو نوع من أنواع التبادل التجاري بين الشركات (Business-to Business) في التجارة الإلكترونية حيث تربط المصنعين (الموردين) مع المشترين عن طريق تجميع كتالوجات للعديد من الموردين في مكان واحد، والوسيط في موقعها على الإنترنت. حيث يقدموا للزبائن الصناعيين مصدرا واحد لطلب السلع غير المباشرة التي يشار إليها بالصيانة والإصلاح والتشغيل (MOR)على الفور وعلى حسب الحاجة.

## مصدر الدخل
يكون عن طريق بيع البضائع المعروضة فجميع المنظمات والشركات بحاجة إلى السلع الغير مباشرة من صيانة وإصلاح وتشغيل آلات المباني وأنظمة التدفئة والتهوية والتكييف إلى تركيب الإضاءة. وهو يعتبر من (Horizontal Market) وهو بيع المنتجات لأعمال تنتمي لصناعات مختلفة، الموزع الإلكتروني في العادة له أسعار محددة، لكن الكثير من الزبائن يتلقون خصومات وحوافز للشراء.

## خدمات الدعم التي يوفرها
1. نظام للمدفوعات.
2. نظام للتسليم.
3. خدمات الضمان.
4. تجميع أوامر وطلبيات المشترين والبائعين.

## فوائده
1. تكاليف ووقت أقل للمشترين للبحث عن منتوجات جديدة.
2. انخفاض تكلفة المعاملات.
3. اتساع الخيارات والتسليم السريع.
4. انخفاض الأسعار.
5. خلق عمليات شراء وبيع جديدة.
6. حذف الورق وتقليل تكاليف الإدارة.
7. تسريع العمل وتقليل الوقت الضائع.
8. تقليل الأخطاء وتحسين نوع المنتجات.
9. تقليل تكاليف التسويق.
10. زيادة المرونة في العمل.